# Орден «Священна зірка»
Орден «Священна зірка» (індонез. Bintang Sakti) — державна нагорода Республіки Індонезія за мужність і героїзм.

## Історія
Орден «Священна зірка» заснований в 1958 році. У 1972 році в статут нагороди були внесені зміни, зокрема, раніше нагорода носилася на нагрудній стрічці, тепер же — на шийній стрічці з розеткою.

## Статут
Орден вручається військовослужбовцям, які вчинили поза свого службового обов'язку акт героїзму, ризикуючи своєю душею і тілом, в ім'я держави і нації.
Орден може бути присуджений громадянам, які не перебувають на дійсній військовій службі, однак виконаний вчинок яких підпадає під критерії нагородження.

### Назва
У деяких європейських джерелах за своїм призначенням орден називають «Орден Мужності», однак буквальний переклад з індонезійської мови Священна зірка.

## Ступеня
Орден має одну ступінь

## Опис
Знак ордена являє собою срібну семипроменеву зірку, промені якої складаються з п'яти рівновеликих промінчиків. У центрі круглий медальйон з написом у два рядки «MAHA WIRA» (Великий герой) в оточенні вінка з пшеничного колосся і квіток рису.
На реверсі назва держави у два рядки.
Знак за допомогою кільця кріпиться до орденської стрічки.
Стрічка шириною 35 мм жовтого кольору з п'ятьма червоними смужками, товщиною 1 мм, що розташовані рівномірно.